# Šarovce
Šarovce (em húngaro: Sáró) é um município da Eslováquia, situado no distrito de Levice, na região de Nitra. Tem 25,38 km² de área e sua população em 2018 foi estimada em 1.600 habitantes.

## Demografia
| Ano:        | 1994 | 2004   | 2014   | 2024   |
| ----------- | ---- | ------ | ------ | ------ |
| Broj ljudi: | 1661 | 1662   | 1638   | 1619   |
| Razlika:    |      | +0,06% | -1,44% | -1,15% |

| Ano:               | 2023 | 2024   |
| ------------------ | ---- | ------ |
| Número de pessoas: | 1609 | 1619   |
| Diferença:         |      | +0,62% |